# Sébastien Chabal

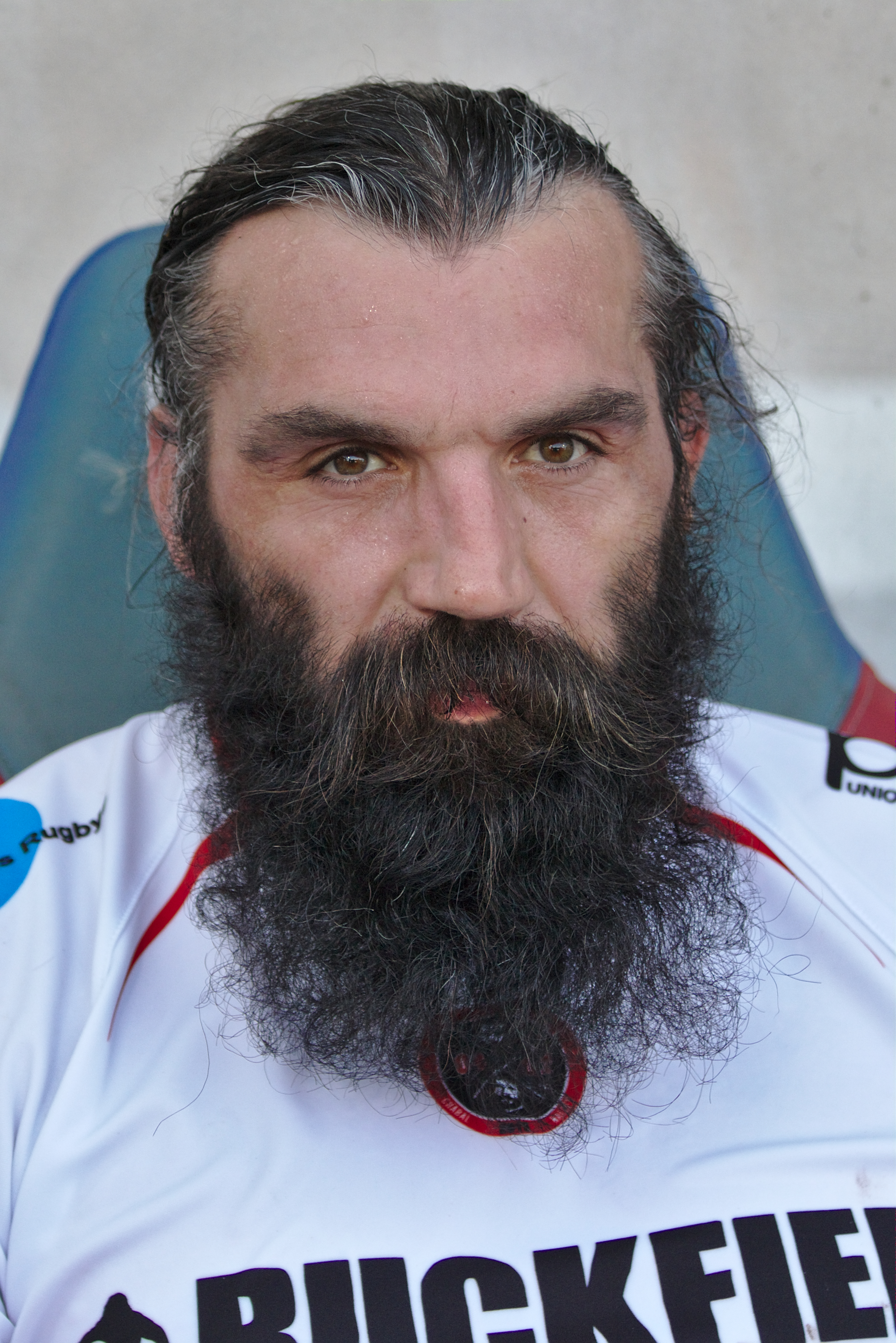
Sebastien Chabal 2015

Sebastien Chabal, född 8 december 1977 i Valence, är en fransk före detta professionell rugby union-spelare. Chabal har representerat det franska landslaget och deltog i det vinnande franska landslaget i 2007 års Six Nations Championship liksom i Världsmästerskapet samma år där Frankrike slutade fyra efter att ha förlorat bronsmatchen mot Argentina. Chabal spelar oftast 2:a eller 3:e led. Hans proffskarriär började i franska Bourgoin-Jallieu för att sedan fortsätta i Sale Sharks i Manchester.
Från och med hösten 2009 spelar Chabal i Metro Racing 92.